# Lavallee Peak
Lavallee Peak är en bergstopp i Antarktis. Den ligger i Östantarktis. Nya Zeeland gör anspråk på området. Toppen på Lavallee Peak är 2 175 meter över havet, eller 213 meter över den omgivande terrängen. Bredden vid basen är 5,2 km.
Terrängen runt Lavallee Peak är kuperad. Trakten är obefolkad. Det finns inga samhällen i närheten. 